# Milei (Unternehmen)
Die Milei GmbH (Eigenschreibweise: MILEI GmbH) ist ein Unternehmen mit Sitz in Leutkirch im Allgäu, das sich seit 1972 auf die Anreicherung und Fraktionierung von Inhaltsstoffen aus Molke und Milch konzentriert. Es ist unter anderem der weltweit größte Produzent von Lactoferrin. Seit 2012 ist Milei eine einhundertprozentige Tochtergesellschaft der japanischen Morinaga Milk Industry Co., Ltd.

## Geschichte

### Anfangsjahre
Das Unternehmen geht zurück auf das Nahrungsersatzprodukt Milei, welches in den letzten Jahren des Zweiten Weltkrieges in Deutschland verkauft wurde und dessen Name eine Abkürzung für Milcheiweiß ist.
Zwischen 1945 und Anfang der 1970er-Jahre verlor Milei in der Gesellschaft an Bedeutung, bis die Marke schließlich vom damaligen Haupteigentümer, der Stuttgarter Südmilch AG, wiederbelebt wurde. Gemeinsam mit den Vereinigten Käsereien des Württembergischen Allgäus Dürren (VKD, später Allgäuland-Käsereien GmbH), dem schwedischen Arla-Konzern, und der japanischen Morinaga Milk Industry gründete Südmilch so 1972 die heutige Milei GmbH. Ziel war es, aus dem Nebenprodukt Molke, welches bei der Käseherstellung entsteht, vor allem die Bestandteile Lactose und Molkeneiweiß zu extrahieren. Im selben Jahr begann der Bau der Produktionsstätte am Standort Leutkirch im Allgäu.

### Ausweitung der Produktion und Spezialisierung
1975 gelang es Milei als einem der ersten Unternehmen weltweit, Molkebestandteile mit spezifischen Eigenschaften zu konzentrieren und zu extrahieren; es begann die Produktion von Molkenpulver und Lactose. Nach der Einführung der ersten Großanlage zur Ultrafiltration im Jahr 1976 wurden Molkenproteinkonzentrate zum Hauptprodukt des Unternehmens.
1989 begann das Unternehmen nicht nur mit der Produktion von Lactulose, sondern auch als weltweit erstes Unternehmen mit der Produktion von Lactoferrin. Anfang der 1990er-Jahre verkauften Südmilch und Arla ihre Beteiligungen in Höhe von 40 % bzw. 15 % an die anderen Gesellschafter. Die Milei GmbH bestand somit fortan als Joint-Venture zwischen den Allgäuland-Käsereien und der Morinaga Milk Industry, wobei beide Unternehmen jeweils 49,5 % der Anteile hielten und ein Prozent der Anteile stimmrechtslos bei Milei verblieb.
Zwischen 2002 und 2007 wurden die Ultrafiltrationskapazitäten kontinuierlich ausgeweitet und ein vierter Sprühtrockner installiert.

### Übernahme durch Morinaga Milk Industry
2010 erhöhte Morinaga Milk Industry den eigenen Anteil auf 69,5 % und die internationale F&E-Zusammenarbeit mit Milei intensivierte sich. Zudem wurde eine Umstrukturierung angekündigt und das Management-Team ausgetauscht. Zum 29. Mai 2012 übernah Morinaga Milk Industry schließlich die restlichen Anteile an der Milei GmbH und wurde somit alleiniger Gesellschafter des Unternehmens.

### Investition & Neubau/Neuausrichtung
Im März 2014 wurde der Spatenstich für das neue Werk „MILEI 2.0“ in Leutkirch im Rahmen einer japanischen Shintōzeremonie gefeiert. Im neuen Werk, das 2018 fertiggestellt wurde und für das Morinaga Milk Industry 200 Millionen Euro investierte, wird neben dem Rohstoff Molke auch Milch verarbeitet. 2019 änderte das Unternehmen sein Logo und führte den Claim „Live Love Enjoy“ ein.
Das Unternehmen Milei verarbeitet (Stand: 2018) täglich mehr als vier Millionen Liter Molke. Ein Teil der Rohware stammt aus der Herstellung von Allgäuer Emmentaler-Käse, alles Weitere wird (Stand: 2012) aus Teilen Bayerns sowie aus Österreich, der Schweiz und Norditalien bezogen.

## Unternehmensstruktur

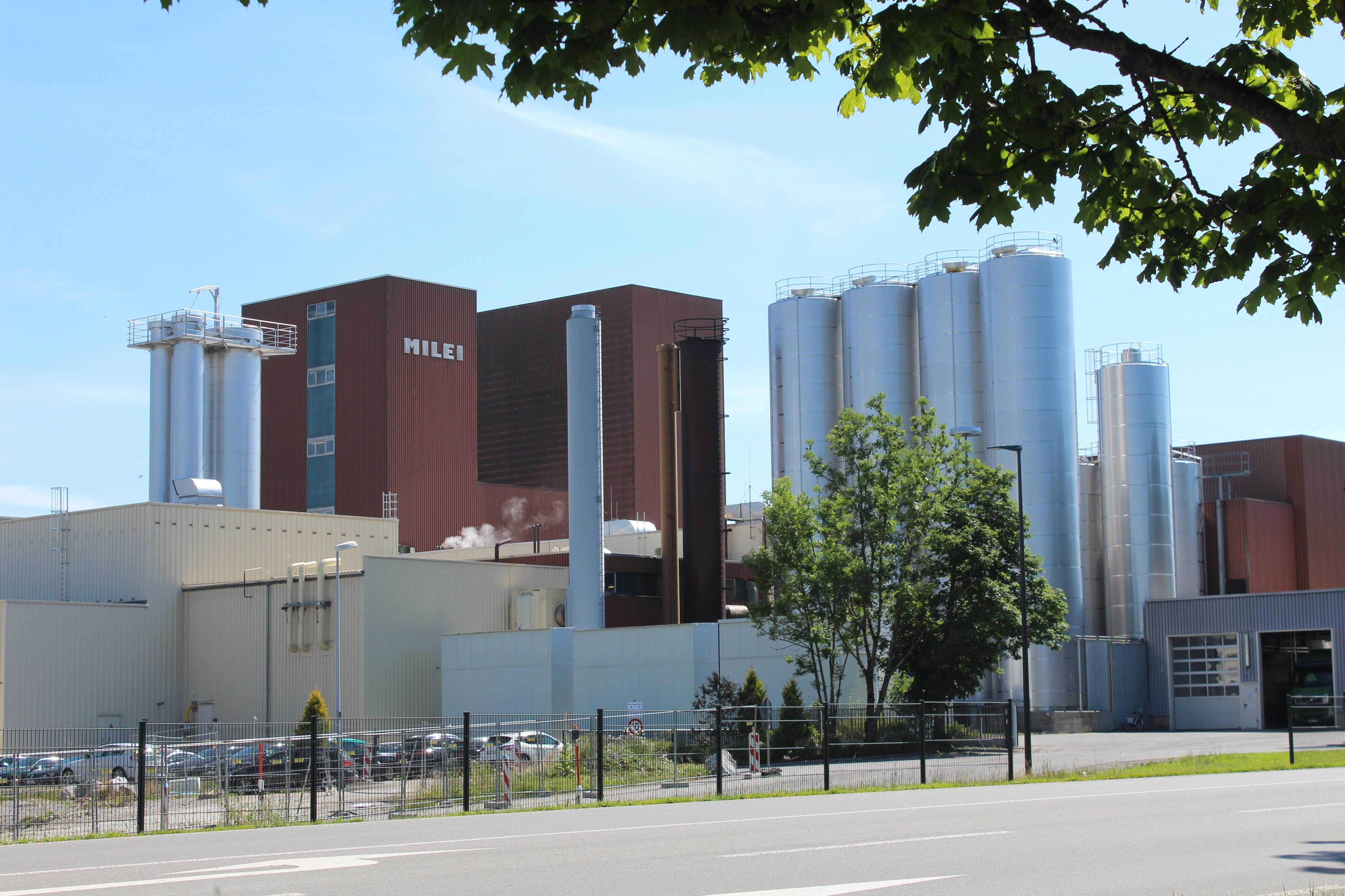
MILEI-Produktionsstätte in Leutkirch im Allgäu (2015).

Milei ist eine 100%ige Tochtergesellschaft der japanischen Morinaga Milk Industry Co., Ltd. mit Sitz in Tokio. Die Milei mit Sitz in Leutkirch im Allgäu erwirtschaftete im Jahr 2021 einen Umsatz von 230,3 Mio. Euro und beschäftigte 274 Mitarbeiter.
Geschäftsführer der Milei GmbH sind Jens Kutschera (zuständig für Vertrieb/Marketing, Business Development, Einkauf/Logistik, HR/IT/Verwaltung und die kaufmännische Leitung) und Yasutaka Saigo (zuständig für Plant Operations, Qualität, Technology, Engineering/Technik und Produktentwicklung/Applikation). Kutschera ist zudem Sprecher der Geschäftsführung. Aufsichtsratsvorsitzender des Unternehmens ist Teiichiro Okawa, welcher zeitgleich als Executive Vice President and Representative Director von Morinaga Milk Industry tätig ist.

## Produkte
Das Unternehmen betreibt die Herstellung und den Vertrieb von Derivaten auf der Basis von Milch und Molke. Zu den angebotenen Produktkategorien gehören Milch- und Molkenproteinkonzentrate, Milch- und Molkenpermeate, Molkenproteinisolate aus Milch und Molke, Lactose, Lactoferrin, sowie Pro- und Postbiotika. Im Bereich der Lactoferrin-Produktion ist Milei Weltmarktführer.
Die von Milei hergestellten Produkte werden als Grundstoff in der Lebensmittelindustrie gehandelt und finden besonders Anwendung in der Herstellung von Säuglings-, Kinder-, und klinischer Nahrung, Eiweißpulver (für bspw. Proteinshakes und -riegel), Milcherzeugnissen sowie Nahrungsergänzungsmitteln.

## Sponsoring
Seit 2019 ist Milei Sponsor der Herrenmannschaft des Eishockeyvereins ECDC Memmingen. Seit 2022 sponsert Milei zudem auch den ECDC Memmingen e.V., Abt. Fraueneishockey.

## Auszeichnungen
- 2020: German Brand Award in der Kategorie „Brand Experience of the Year / Messeauftritt“[17]